# Supernature
Supernature (englisch für „Übernatur“) ist das dritte Studioalbum des britischen Synthpopduos Goldfrapp. Es erschien am 22. August 2005 in Großbritannien und Europa.
Supernature wurde für einen Grammy in der Kategorie Best Electronic/Dance Album nominiert. Kommerziell war das Album ein großer Erfolg. In Großbritannien wurde es im Januar 2006 mit Platin ausgezeichnet und konnte bis zum Frühjahr 2007 eine Million Kopien weltweit absetzen.

## Produktion

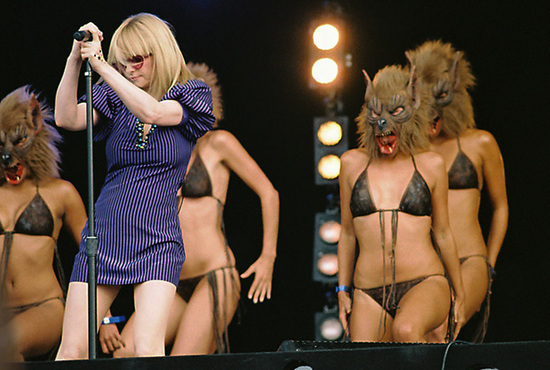
Alison Goldfrapp bei einem Auftritt, im Hintergrund die „Wolfladies“.

Das dritte Album von Goldfrapp enthält wie schon sein Vorgänger Black Cherry mehrere Popsongs mit starken elektronischen Einflüssen, fokussiert sich aber auf eingängige Melodien, statt auf die Refrains der Lieder. Sängerin Alison Goldfrapp beschrieb den Prozess des Songschreibens als „Kreuzzug zwischen Berlin, New York und dem Nordosten von Somerset“ und erklärte, sie habe sich von Künstlern wie Donna Summer und New Order inspirieren lassen.
Goldfrapp und Will Gregory hatten das Album unter dem Titel Ooh La La gegen Ende des Jahres 2004 fertig aufgenommen. Die Aufnahmen fanden in Bath, Somerset statt, genau dort, wo sie auch Black Cherry aufgenommen hatten. Dafür mieteten sie sich ein kleines Haus, wo sie mehrere Monate mit dem Schreiben der Songs verbrachten. Sie erklärten, dass die wenig bewohnte Gegend Ablenkungen fernhielt und die Aufnahmen sehr zielgerichtet waren. In einem Interview erzählten sie außerdem, dass das Duo beim Schreiben von Liedern immer einem bestimmten Muster folgte.
Der Name des Albums Supernature erschien Alison in einem Traum und beschreibt „An uber world of sound and hybrid creatures. It’s a place to take part in fortnightly disco séances, where people dance with spirits and howl like beasts of the forest wearing lycra and stilettos.“
Dem College Music Journal gestand das Duo, nie die Absicht gehabt zu haben, Disco-Musik zu kreieren. Doch aufgrund des großen Erfolgs der Songs auf dem Vorgänger Black Cherry, die auch in den Nachtclubs Anklang fanden, wollten sie ein tanzorientiertes Album auf den Markt bringen. Im Gegensatz zu den Vorgängeralben, benutzten Goldfrapp auf Supernature die Gitarre als Musikinstrument.

## Songs

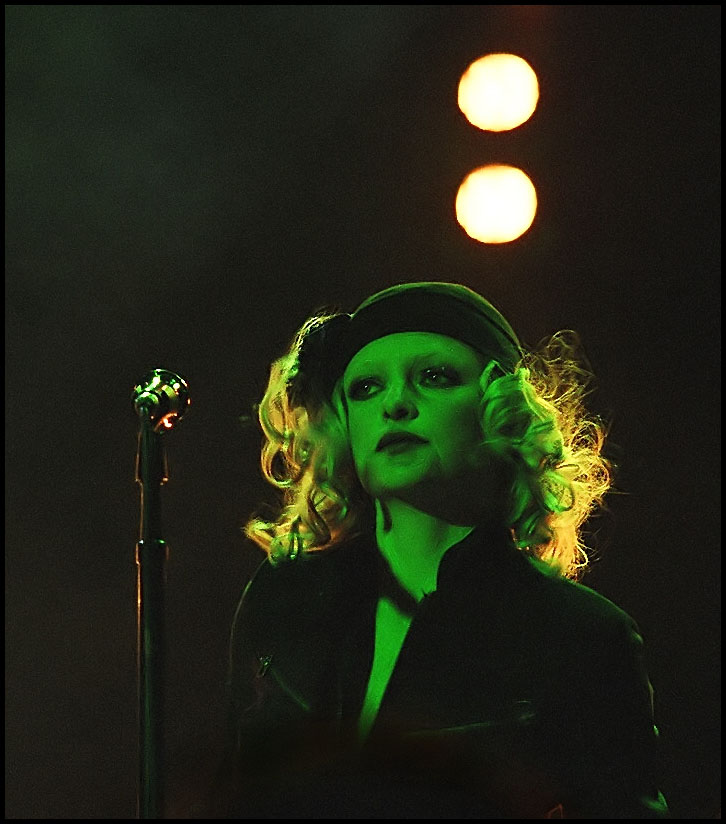
Alison Goldfrapp in der Supernature-Ära.

Opener und erste Single des Albums ist Ooh La La, ein Synthpopsong, der als das erste Lied des Duos die elektrische Gitarre beinhaltet. Die Entscheidung, Ooh La La als Leadsingle des Albums zu nehmen, begründete das Duo mit dem Argument, dass das Lied die glamouröse Stimmung von Supernature, und auch Black Cherry widerspiegle. In Großbritannien war die Single sehr erfolgreich und schaffte es in die Top 5 der Singlecharts.
Ride A White Horse (deutsch: „Ein Weißes Pferd reiten“), die dritte Single des Albums, wurde von der Disko-Ära inspiriert handelt von einer Frau, die sich von ihrem Geliebten verwöhnen und gut behandeln lassen will. Er soll ihr jeden Wunsch von den Lippen ablesen. So möchte sie unter anderem auf einem weißen Pferd reiten.
Die Balladen Let It Take You (deutsch: „Lass Es Dich Mitreißen“) und You Never Know (deutsch: „Man Weiß Ja Nie“) haben eine minimale Instrumentierung und fokussieren sich stark auf Alison Goldfrapps Gesang. Das atmosphärische Time Out From The World wurde von Rezensenten mit den Kompositionen auf Felt Mountain verglichen.
Slide In (deutsch: „Hineinschieben“), ein Electroclash-Song über Sex, und Koko wurden mit dem frühen Gary Numan verglichen. Satin Chic, ein Disko-Song mit Glam Rock und Kabarett-Einflüssen handelt von einer glamourösen Person, die sich nicht zu benehmen weiß. Goldfrapp und Gregory gaben Satin Chic als ihren Lieblingssong auf Supernature an.
Der Schlusstrack des Albums Number 1 handelt von der Bedeutung von Beziehungen, obwohl diese nicht immer für die Ewigkeit bestimmt sind.

## Titelliste
Alle Lieder wurden von Alison Goldfrapp und Will Gregory geschrieben. Zusätzliche Songwriter sind unten aufgeführt.
| #   | Titel                                                | Dauer |
| --- | ---------------------------------------------------- | ----- |
| 1.  | "Ooh La La"                                          | 3:23  |
| 2.  | "Lovely 2 C U"                                       | 3:25  |
| 3.  | "Ride A White Horse" (Goldfrapp, Gregory, Nick Batt) | 4:42  |
| 4.  | "You Never Know"                                     | 3:27  |
| 5.  | "Let It Take You"                                    | 4:30  |
| 6.  | "Fly Me Away"                                        | 4:25  |
| 7.  | "Slide In"                                           | 4:17  |
| 8.  | "Koko"                                               | 3:23  |
| 9.  | "Satin Chic"                                         | 3:28  |
| 10. | "Time Out From The World"                            | 4:47  |
| 11. | "Number 1"                                           | 3:25  |

### Bonusmaterial
| #   | Titel       | Dauer |
| --- | ----------- | ----- |
| 12. | "Beautiful" | 4:51  |

### Deluxe Edition
Europa
- Supernature In 5.1 & Stereo
- Little Bits Of Goldfrapp: Dokumentation
- Jakko And The Poet In Frappworld
- Fotogalerie

USA
- Supernature In 5.1 & Stereo
- Little Bits Of Goldfrapp: Dokumentation
- Jakko And The Poet In Frappworld
- Fotogalerie
- Musikvideos: Ooh La La, Number 1, Ride A White Horse (Live), Satin Chic (Live)
- Ooh La La (Little Pictures-Video)

## Kritik
Supernature wurde von den Kritikern äußerst positiv aufgenommen. Alexander Cordas von Laut.de gab dem Album 5 von 5 möglichen Punkten:
Die Markenzeichen des Duos Goldfrapp-Gregory verschieben sich mit Album Nummer drei ein wenig weiter Richtung Elektronik... Der verstärkte Einsatz synthetischer Klänge lässt sterileren Soundkosmos erwarten. Dem ist aber nicht so. Gut, Keyboardflächen, Distort-Gitarren sowie verzerrte Klang-Gimmicks könnten problemlos Bestandteil eines beliebigen EBM-Albums sein. Goldfrapp wären jedoch nicht selbige, wenn sie daraus nicht ein Stück Musik zurecht pfriemeln würden, das ganz eindeutig ihren Stempel trägt... Beispiel Satin Chic. Was der Track nicht bereits im Titel verspricht, knallen sie dem Hörer mit einer gnadenlosen Vehemenz in die verdattert dreinblickende Fratze. In ein seltsames Intro im Hoppelpoppel-Rhythmus steigt bald eine furztrockene Bassdrum ein. Elektro-Polka mit Honkytonk-Piano. Geht nicht? Überzeugt euch selbst. In der Uptempo-Region ist das definitiv das Beste, was bislang aus dem Hause der Briten drang... Der Hut, aus dem das Duo seine Ideen hervor zaubert, muss mittlerweile die Ausmaße des Lochs des südafrikanischen Kimberley umfassen. Da ist mit Sicherheit noch Platz für Songs, die auf künftigen Alben Platz haben.
Auch Daniel Leckert von CDStarts.de lobte das dritte Album des Duos: „Das Album erscheint vordergründig und vielleicht sogar austauschbar, doch mit jedem Hördurchlauf ertappt man sich, seine anfängliche Meinung zu revidieren und den Suchtfaktor neben allerlei Feinheiten zu lieben. Man entdeckt eine zauberhafte und hochgradig ansteckende Euphorie, wie man sie nach dem erstmaligen Hören nicht vermutet hätte. Der Stern Goldfrapp: Er leuchtet noch immer... Auch wenn es beim ersten Hören nicht so scheint, braucht dieser Longplayer, wie auch seine Vorgänger, Zeit und einige Anläufe. Dann jedoch wird man es mehr und mehr lieben und nicht mehr loslassen wollen.“

## Charterfolge
Das Album schaffte es in vielen Ländern in die Charts, so erreichte er in Belgien die Plätze 16 (Flandern) bzw. 22 (Wallonien), Australien 23, Neuseeland 35, Norwegen 36, Dänemark 36, Frankreich 43, Niederlande 47, Spanien 50, Kanada 88 und in den USA Platz 138. Lediglich in Irland (Platz 9) und in den heimatlichen Charts (Platz 2) kletterte der Titel in die Top 10.

## Besetzung
- Alison Goldfrapp – Gesang, Hintergrundgesang, Synthesizer, Art Direction
- Nick Batt – Synthesizer, Programmierung
- Will Gregory, Daniel Miller – Synthesizer
- Adrian Utley – Gitarre, Bass
- Charlie Jones – Bass
- Dave Power – Schlagzeug
- Ewan Pearson – Programmierung
- Nick Ingman – Orchester
- Steve R. Evans – Audio Engineering
- Mat Bartram, Alex Dromgoole, Richard Edgeler, Tim Roe – Engineering (Assistenten)
- Dave Bascombe, Mark Stent, Jeremy Wheatley, Paul PDub Walton – Mixing
- Lee Groves – Mixing (Programmierung)
- Ted Jensen – Mastering
- Rachel Thomas – Set Design
- Mat Maitland, Gerard Saint – Art Direction